# Montevideo (departement)
Departementet Montevideo (Departamento de Montevideo) är ett av Uruguays 19 departement.

## Geografi
Montevideo har en yta på cirka 530 km² med cirka 1,3 milj invånare. Befolkningstätheten är 2 453 invånare/km². Departementet ligger i Región Centro-Sur (Central-syd regionen).
Huvudorten är Montevideo med cirka 1,3 milj invånare.

## Förvaltning
Departementet förvaltas av en Intendencia Municipal (stadsförvaltning) som leds av en Intendente (intendent), ISO 3166-2-koden är "UY-MO".
Departementet är underdelad i municipios (kommuner).
Montevideo inrättades den 27 augusti 1828 som 1 av de ursprungliga 9 departementen.